# Nuadu Finn Fáil
Nuadu Finn Fáil, figlio di Gíallchad (... – ...), è stato, secondo la leggenda e la tradizione storica irlandese medievale, re supremo d'Irlanda.
Prese il potere uccidendo il suo predecessore, che aveva ucciso il padre di Nuadu, Art Imlech. Il Lebor Gabála Érenn dice che regnò per 60 o 40 anni (Geoffrey Keating dice 20, gli Annali dei Quattro Maestri 40) prima di essere ucciso dal figlio di Art, Bres Rí. Il Lebor Gabála sincronizza il suo regno con quello di Ciassare dei Medi (625-585 a.C.). Geoffrey Keating data il suo regno dal 755 al 735 a.C., mentre gli Annali dei Quattro Maestri dal 1002 al 962 a.C.

### Fonti antiche
- Seathrún Céitinn, Foras Feasa ar Éirinn 1.26
- Annali dei Quattro Maestri M4198-4238